# Краљевина Картлија
Картлијско краљевство (грузијски: ქართლის სამეფო) је била феудална грузијска држава и постојала је у периоду од 1466/84. до 1762. године, са престоницом у граду Тбилисију. Током већег дела свог постојања краљевина се налазила у вазалном положају према Персијском царству, али је у појединим периодима уживала и висок степен самосталности, нарочито након 1747. године.

## Историја
У 15. веку, након дугог економског и политичког пропадања, Грузија је постала сусед све нестабилнијем и агресивнијем Отоманском царству, а од 16. века Сафавидском царству, што је за последицу имало да се краљевство стално налазило у стању рата или под персијском влашћу током цела три века.
Грузија искусила висок степен цивилне нестабилности, феудалног сепаратизма, и грађанске ратове. Пораз Георгија VIII који је претрпео у бици код Чихоре против побуњене династије Багратиони, који је себе прогласио за краља Имеритије, означио је почетак коначног распада Грузије као монархије и државе.Током 1465. године Георгија VIII је заробио Каваркваре II атабег државе Стамитске-Стабаго. Уочивши прилику, Баграт VI одмах се прогласио за краља Картли краљевства и преузео контролу над њим 1466. године. Каваркваре страхујули да би Баграт могао постати и сувише моћан, пушта Георгија VIII из заробљеништва, али законити краљ није био у стању да поврати круну већ се прогласио за краља Кахети, уситнивши још више грузијску државу.
Баграт VI наставио је да влада Картли државом до 1478. године када се појавио нови претендент на престо, Константин II. Унутар феудални сукоби настављени су и током владавине Константина, који је заједно са Кваркварем поражен у бици код Арадетија 1483. године, од Александра сина Баграта VI који се прогласио краљем читаве западне Грузије 1484. године. Покушај КонстантинаII да поврати власт над уједињеним краљевством Картли-Имерити било је успешно. Међутим, он је коначно био приморан да 1490. Године призна распад грузијске државе на Картли, Имерити, Кахети и принчество Мешкхети.
Подела на нове државе није донела трајан мир. Убрзо након доласка на власт Георгија II Кахети је покренуо експедицију против Калтли, са намером да свргне краља Давида X и освоји његово краљевство. Давидов брат Баграт успешно је бранио краљевство и успео да ухвати Георгија II тако што му је поставио заседу. Мир се није одржао ни на западу, Давида X био је суочен са упадом Александра II из државе Имерити, који је био нешто мањег успеха од његовог савезника из Кахетија. Године 1513. краљевина Картли освојила је Кахети али само на кратко — краљевина Кахети обновљена је уз подршку месних племића Леван од Кахетија сина и наследника Георгија II, 1520. године.
Од средине 16. века до 1762. године, Картли је остао под влашћу са прекидима и био њен саставни део под влашћу многих њених династија. Редовно је плаћао данак и слао поклоне (пишкеш) шаху дечаке и девојчице као робове, коње, и вино..Међутим, 1747. године персијски шах, Надир Шах убијен је током побуне, и под енергичним краљем Ираклијем II , Картли и суседно краљевство Кахети прогласила су фактичку независност и ујединила се у краткотрајну краљевину Картли-Кахети. Након закључивања Георгијевског споразума са Русијом и Ага Мохамед Кановог заузимања Тбилисија, 1801. године Картли-Кахети је анектирало Руско царство. Руско сизеренство над Кахетием и остатком Грузије било је завршено миром у Гулистану 1813. са Каџарском династијом која је владала Ираном .